# Rivière Michaud (rivière Saguenay)
Pour les articles homonymes, voir Michaud.
La rivière Michaud est un ruisseau urbain, affluent de la rive Nord de la rivière Saguenay, coulant à Saguenay (secteur « Chicoutimi-Nord »), dans la région administrative du Saguenay-Lac-Saint-Jean, au Québec, au Canada.
La route 172 (boulevard de Tadoussac) coupe la partie inférieure de la rivière Michaud, puis longe ce cours d’eau sur 0,8 km jusqu’à son embouchure. Le reste du cours de la rivière est desservi surtout par la rue de Vimy, la rue Délisle et la rue de Verdun,,.
La surface de la rivière Michaud est habituellement gelée de la fin novembre au début avril, toutefois la circulation sécuritaire sur la glace se fait généralement de la mi-décembre à la fin mars.

## Géographie
Les principaux bassins versants voisins de la rivière Michaud sont :
- Côté Nord : rivière Valin, rivière Caribou, bras du Nord ;
- Côté Est : rivière Caribou, rivière Valin, rivière aux Outardes, rivière Sainte-Marguerite, rivière Saguenay ;
- Côté Sud : rivière Saguenay ;
- Côté Ouest : bras Cimon, rivière Hood, rivière aux Vases, rivière Shipshaw, rivière des Aulnaies, rivière Saguenay[2].

La rivière Michaud prend sa source à l’embouchure d’un très petit lac urbain (altitude : 118 m). Cette source est située du côté Ouest du boulevard Martel, à 15,3 km au Sud-Est de la Chute Lapointe sur la rivière Shipshaw, à 8,0 km au Sud du centre du village de Saint-Honoré, à 3,9 km au Nord-Ouest de l’embouchure de la rivière Michaud et à 2,3 km au Nord de la rivière Saguenay.
À partir de sa source, le cours de la rivière Michaud descend sur 5,8 km en zones agricoles, forestières et urbaines, selon les segments suivants :
- 2,6 km vers l’Est en formant une légère courbe vers le Nord en contournant le secteur « Chicoutimi Nord », en coupant la rue Fabien et le boulevard Martel jusqu’à la confluence d’un ruisseau (venant du Nord-Est) ;
- 1,9 km vers le Sud-Est, puis le Sud, en entrant dans le secteur « Chicoutimi-Nord », en coupant la rue de Vimy, la rue Délisle, la rue de Verdun, en passant dans le Parc du Bon-Air, jusqu’au boulevard de Tadoussac (route 172) ;
- 0,8 km vers le Sud en longeant la route 172, jusqu'à l'embouchure de la rivière[2].

L'embouchure de la rivière Michaud se déverse sur la rive Nord de la rivière Saguenay,
en face de la Pointe à l’Îlet, à :
- 0,6 km en aval du pont Dubuc qui relie le secteur de « Chicoutimi-Nord » au centre-ville de Saguenay ;
- 11,5 km au Nord-Est du barrage de la centrale Shipshaw qui est aménagé sur la rivière Saguenay ;
- 2,0 km au Nord du centre-ville de Saguenay ;
- 103 km à l’Ouest de l’embouchure de la rivière Saguenay[2].

À partir de l’embouchure de la rivière Michaud, le courant suit le cours vers l’Ouest de la rivière Saguenay jusqu'à la hauteur de Tadoussac où il conflue avec le fleuve Saint-Laurent.

## Toponymie
Le terme « Michaud » constitue un patronyme de famille d’origine française.
Le toponyme « Rivière Michaud » a été officialisé le 5 décembre 1968 à la Banque des noms de lieux de la Commission de toponymie du Québec.